# Glyptomorpha shelkovnikovi
Glyptomorpha shelkovnikovi är en stekelart som först beskrevs av Telenga 1936.  Glyptomorpha shelkovnikovi ingår i släktet Glyptomorpha och familjen bracksteklar. Inga underarter finns listade i Catalogue of Life.